# Fondation Reine Paola
La fondation Reine Paola est une fondation belge d'utilité publique créée créée en 1992, sous le nom de fondation Princesse Paola, à la demande de la princesse Paola pour récolter des fonds destinés à soutenir efficacement les organisations qui, en Belgique, aident les jeunes confrontés aux problèmes de réinsertion dans la société.
Plus de 950 projets sociétaux ont été soutenus depuis 1992. De 1997 à 2004, la Fondation a décerné le Prix Reine Paola chaque année, alternativement à des enseignants du primaire et du secondaire ; depuis 2005, un prix spécial pour la promotion de l'enseignement scientifique est décerné tous les 3 ans, en alternance avec ces prix. La Fondation décerne également le Prix Reine Paola pour l'Enseignement - Soutien extra-scolaire aux jeunes et à leur école,. En 2014, ce prix a été attribué à l'association ToekomstATELIERdelAvenir (TADA).